# Damask
Damásk (arabsko دمشق الشام, Dimašk aš-Šam) je glavno mesto Sirije in eno najstarejših mest na svetu. Čeprav arabsko mesto pogosto skrajšajo v Dimašk, ga njegovi meščani, pa tudi Sirijci in prebivalci sosednjih arabskih držav pogovorno imenujejo aš-Šam. Slovensko ime izhaja prek latinskega imena »Damascus« iz grškega »Δαμασκός«, to pa nadalje iz aramejskega imena za mesto, »דרמשק« Darmeśeq.
Damask leži približno 80 kilometrov od Sredozemskega morja pod Antilibanonskimi gorami. Obdaja ga oaza Guta (الغوطة), ki jo napaja reka Barada.

## Zgodovina
Lega ob oazi, ki jo napaja reka Barada, je povzročila, da je bilo območje Damaska poseljeno že zgodaj in da se Damask ponaša kot eno izmed mest z najdaljšo nepretrgano poselitvijo na svetu. Najstarejše arheološke najdbe segajo v 4. in 3. tisočletje pr. n. št., najstarejša znana omemba mesta kot Dimaška je na glinenih tablicah iz Marija iz približno leta 2500 pr. n. št., le nekoliko mlajše so tablice iz Elbe, ki mesto omenjajo kot Dimaski.
Okoli leta 2000 pr. n. št. so se na območju mesta naselili Amoriti, sodeč pa zapisih iz Amarne pa je okoli 500 let kasneje mesto prešlo pod vpliv egipčanskega faraona Tutmoza III. Sčasoma so ga zavzeli Hetiti. 
Okoli leta 1200 pr. n. št. so se v njem nastanili Aramejci in med 10. in 8. stoletjem pr. n. št. je Aram Damascus bil središče aramejskega kraljestva, ki se je večkrat spopadlo z judovskimi kraljestvi, kar je zabeleženo tudi v Stari zavezi.
Leta 732 pr. n. št. so mesto zavzeli Asirci pod vodstvom Tiglata-Pileserja III., leta 572 pr. n. št. so jim sledili Neobabilonci pod vodstvom Nebukadnezarja II., leta 539 pr. n. št. pa še Perzijci pod vodstvom Kira II.
Leta 332 pr. n. št., ko je Aleksander Veliki pri Isu premagal Perzijce, je Damask osvojil Aleksandrov general Parmenion. V tem času je mesto prvič dobilo pravokotno zasnovo ulic. Po Aleksandrovi smrti sta se za prevlado nad mestom bojevali rodbini Selevkidov in Ptolemidov, dokler ni po zatonu obeh v 1. stoletju pr. n. št. mesta k svojemu kraljestvu priključil nabatejski kralj Aretas III.
Leta 64 pr. n. št., ob rimski osvojitvi Sirije, je bil Damask razmeroma nepomemben, tako so ga pustili pod uradnim nabatejskim nadzorom, čeprav je dejansko bil na pol neodvisna mestna država. Šele leta 54 je prešel pod neposredno rimsko oblast, s čimer se mu je ponovno vrnil pomen. Leta 117 ga je Hadrijan povišal v metropolis, leta 222 pa Severij v kolonijo. Ob stabilnih razmerah v rimskem imperiju je zacvetela trgovina in Damask je zaradi lege ob križišču karavanskih poti imel od tega velike dobičke. V tem času so v mestu potekala obsežna gradbena dela, mestno obzidje so utrdili in namestili mestna vrata, razširjena Via Recta je postala s kolonado obdan decumanus maximus, zgradili so akvadukte in prenovili namakalni sistem še iz aramejskega obdobja. V obdobju Bizantincev od 4. stoletja dalje se je v mestu uveljavilo krščanstvo in Damask je postal sedež škofije. 
Leta 612 so ga za kratek čas zavzeli sasanidski Perzijci, vendar ga je že leta 628 ponovno osvojil Heraklij. Že leta 635 ga je zasedel arabski vojskovodja Khalid Ibn al-Valid, se nato umaknil proti jugu, ob reki Jarmuk odločilno potolkel Heraklija in nato leta 636 za stalno zavzel Damask, ki je spočetka bil nepomembno provincialno mesto v senci Medine. Leta 661 se je guverner Muavija oklical za kalifa in tako postal začetnik rodbine Omajadov. V tem času je Damask postal središče islamskega sveta, znova sta zacvetela tako Damask kot območje današnje Sirije in nastala je slovita mošeja Omajadov.
Leta 750 so Omajade nasledili Abasidi, središče islamskega imperija se je preselilo v Bagdad, Damask pa se je znašel v senci vplivnih sfer Bagdada, Kaira, Mosula in Alepa. V 9. stoletju je prešel pod Tulunide, zatem pod Ihšidide in Fatimide, dokler ni leta 1076 prešel pod seldžuške Turke. V 12. stoletju so ga trikrat napadli križarji, vendar ga niso nikoli osvojili. Leta 1154 ga je zavzel Nuredin iz Alepa, leta 1174 pa Saladin, ki je strmoglavil Fatimide v Egiptu in osnoval dinastijo Ajubidov. Tako pod Nuredinom kot Saladinom je Damask zaradi upora proti križarjem znova postal politično središče. 
Leta 1260 so ga razdejali Mongoli in končali z ajubidsko vladavino. Mongole so kmalu premagali mameluki in zavladali v Siriji. Damask je znova doživel razcvet (zlasti pod Bajbarsom in Tengizom) in bil poleg Kaira druga prestolnica. Leta 1400 ga je mongolski vladar Timurlenk porušil do tal in mesto si vse do konca ponovno vzpostavljene mameluške vladavine ni več opomoglo. 
Leta 1516 je Selim I. današnjo Sirijo priključil Osmanskemu cesarstvu in Damask je postal ena pomembnih postaj hadža v Meko, guvernerji pa so dobili veliko stopnjo avtonomije. Že prvi paša Janbirdi Al-Ghazali je tako oklical popolno neodvisnost in mesto je tako ob turškem ponovnem zavzetju leta 1521 utrpelo precejšnjo škodo. Nekoliko si je opomogel v 18. stoletju, ko so vladali guvernerji iz družine Azem. Začetek 19. stoletja je prinesel nezadovoljstvo zaradi stagnacije in korupcije. V Egiptu se je leta 1805 uprl Mohamed Ali, kmalu se je uporu pridružil Damask in leta 1832 je nadzor nad mestom prevzel Alijev sin Ibrahim Paša. V kratkem obdobju njegove vladavine se je stanje nekoliko izboljšalo, vendar se je po ponovni vzpostavitvi otomanske nadvlade leta 1840 znova nadaljevala stagnacija. Leta 1860 je v Libanonskem gorovju prišlo do spopadov med maroniti in druzi. Nemiri so se razširili tudi v Damask in po pokolu se je močno zmanjšal delež kristjanov v mestu. Konec 19. stoletja, v obdobju Midhat Paše, se je stanje znova nekoliko izboljšalo, Damask pa je s številnimi intelektualci postal središče arabskega nacionalizma. 
Pomen se mu je strateško povečal ob izbruhu prve svetovne vojne in njegov padec v roke antantnih sil leta 1918 je simbolično napovedal konec Osmanskega cesarstva. Kljub željam po neodvisni Siriji je bil leta 1920 z dovoljenjem Društva narodov uveden francoski mandat s sedežem v Damasku. Leta 1925 je izbruhnil protifrancoski upor, ki se je končal s francoskim bombardiranjem in veliko škodo. Do novega obstreljevanja mesta je prišlo še ob nemirih leta 1945, kmalu pa so se francoske in britanske enote umaknile in Damask je postal prestolnica neodvisne Sirije.

## Verski pomen
Po zgodbi iz Nove zaveze naj bi bil sveti Pavel na poti v Damask, da bi obračunal s kristjani, ki so verske obrede opravljali kar v sinagogah, ko je doživel razsvetljenje in se spreobrnil v krščanstvo, po božjem navodilu pa ga je krstil Ananias. Ker si je s to spreobrnitvijo nakopal bes damaščanskih Judov, je bil prisiljen pobegniti iz mesta. Pri tem so mu pomagali njegovi učenci, ki so ga v košari spustili čez ponoči zaprta vrata 'Bab Kisan ob južni stranici starega mesta. Ko je Mohamed z gore Kasjun zagledal damaščanke vrtove, je po legendi rekel, da je sleherniku dano kvečjemu enkrat doživeti raj, zato se naj bi odrekel obisku mesta, da bi si s tem zagotovil vstop v posmrtni »pravi« raj. V osmem in devetem stoletju je bil Damask sedež omajadskih kalifov. Zategadelj štejejo Damask za enega centrov svoje vere tako kristjani kot muslimani. 

## Podnebje
|                        | Jan  | Feb  | Mar  | Apr  | Maj  | Jun  | Jul  | Avg  | Sep  | Okt  | Nov  | Dec  |   |      |
| Maks. Temperatura (°C) | 12,4 | 15,1 | 19,1 | 24,2 | 29,6 | 33,9 | 35,8 | 35,6 | 32,6 | 27,7 | 20,3 | 14,1 | Ø | 25,1 |
| Min. Temperatura (°C)  | 0,5  | 1,6  | 3,8  | 7,4  | 10,5 | 14,3 | 16,5 | 16,0 | 12,6 | 8,3  | 3,8  | 1,5  | Ø | 8,1  |

## Znamenitosti
Stari del mesta je obzidan, vendar je danes večji del obzidja skrit za zgradbami. Njegova mrežasta zasnova ulic izvira iz časov helenizma. V preteklosti je mesto bilo razdeljeno na muslimanski (zahodni) del, krščanski del na severovzhodu ter judovski del na jugovzhodu. Danes ti predeli niso več medsebojno ločeni.
V obdobju helenizma je tako nastala tudi znamenita ulica Via Recta (»ravna ulica«, čeprav v dolžini 1,3 km dvakrat rahlo spremeni smer), ki teče od zahodnih vrat Bab al-Džabije (zahodni del se danes imenuje Šaria Madhat Paša) do vzhodnih vrat Bab aš-Šarki (vzhodni del ulice se po teh vratih danes imenuje Šaria Bab Šarki). v času Rimljanov je postala glavna ulica decumanus maximus, ob njej je bila postavljena kolonada in bila razširjena na 26 metrov (danes je precej ožja). Nekoliko bližje vzhodnemu kot zahodnemu koncu še danes stojijo ostanki rimskega slavoloka, kjer je včasih tekla meja med muslimanskim in krščanskim delom mesta. 
Znotraj severozahodnega »kvadranta« stoji verjetno največja mestna znamenitost, mošeja Omajadov, ki je podrobneje opisana v ločenem članku.
Severno od mošeje Omajadov stoji Saladinova grobnica, glede na Saladinov pomen presenetljivo skromna in majhna. Kupolasto stavbo so kot del medrese postavili leta 1196, tri leta po Saladinovi smrti. Leta 1898, ko jo je obiskal nemški cesar Viljem II., je bila v tako slabem stanju, da se jo je odločil obnoviti. Danes sta v njej dva sarkofaga. V prvotnem lesenem so še danes Saladinovi posmrtni ostanki, sosednjega iz belega marmorja pa so postavili z Viljemovo finančno pomočjo.
Na severozahodnem vogalu starega mesta stoji citadela. Postavljena je bila v času Dioklecijana kot utrdba, Bizantinci so jo razširili na današnjo velikost, prezidovali in utrjevali so jo še seldžuki in Saladin, njegov brat Al Adil, leta 1260 so jo uničili mongoli, nato so jo obnovili Mameluki in Mongoli znova dvakrta uničili. Nato je njen pomen upadel vse do sirske neodvisnosti, ko je nekaj časa služila kot vojašnica, zatem zapor, danes pa jo obnavljajo.
Azemova palača stoji južno od mošeje Omajadov. Na kraju, kjer je že prej stala palača mameluškega guvernerja Tengiza, je v letih 1749–1752 otomanski guverner Asad Paša al-Azem čudovito okrašeno palačo. Danes je v njej urejen muzej ljudske tradicije.
Na skrajnem vzhodu starega mesta, nekoliko severno od Vie Recte, stoji Ananijeva hiša (od moža, ki je krstil sv. Pavla). V kleti je danes urejena manjša cerkev. Na kraju same Ananijeve hiše so rimske oblasti sprva zgradile lasten tempelj, da bi kristjane odvrnile od čaščenja tega kraja, današnja cerkev je nastala šele v času Bizantincev.
S sv. Pavlom so povezana tudi Kisanska vrata (Bab Kisan) ob jugovzhodnem odseku obzidja. Ko je sv. Pavel moral pobegniti pred razjajenimi Judi (ker je zaradi spreobrnitve v krščanstvo opustil svoj prvotni namen pregnati kristjane iz sinagog). Pri pobegu so mu pomagali njegovi učenci, kiso ga v košari spustili z vrat na prostost. Danes na mestu teh vrat stoji grškopravoslavna kapela novejšega datuma.
Zuanj starega mesta stoji trg, zna kot Merdžeh, čeprav se uradno na čast žrtev francosge bombardiranja leta 1925 imenuje Trg mučenikov. Pred stoletjem je bil glavno mestno prometno vozlišče, kjer se je stikalo 6 tramvajskih prog (Damask je namreč bil prvo mesto v Otomanskem imperiju, ki je dobilo električni tramvaj, danes pa so tramvaji ukinjeni). Danes na trgu stoji steber, ki so ga postavili ob dograditvi telegrafske povezave Damaska in Medine, prve telegrafske povetzave na Bližnjem vzhodu. 
Narodni muzej se ponaša z bogatimi arheološkimi zbirkami iz vse države. Ena njegovih največjih znamenitosti je iz Dura-Europosa prenešena s freskami poslikana sinagoga. 
Severno od mestnega središča se nahaja predel Salihija ob vznožju Kasjuna. Poseljen je bil v 12. stoletju, ko je Nuredin tam naselil begunce iz zasedenega (od križarjev) Jeruzalema, da bi s tem zmanjšal vpliv znotraj mestnega obzidja močne šole Šaffi. Sčasoma so se tja preselili nekateri vplivnejši meščani in tam zgradili mavzoleje, mošeje in medrese. Večina teh znamenitosti je danes nedostopnih javnosti, sta pa zato odprti dve mošeji. Mošeja Mohi ud-Din je še danes romarski cilj pristašev sufizma, saj je v njej pokopan tudi eden od začetnikov tega gibanja, Mohi ud-Din Ibn al-Arabi. Samo mošejo so sicer zgradili šele v 16. stoletju nad prerokovim grobom. Druga je mošeja Hanbala iz 13. stoletja. 
Damaščansko jeklo je med križarji uživalo mitičen ugled; za vzorčasto jeklo se še vedno uporablja izraz »damaščansko«. Vzorčasto bizantinsko in kitajsko svileno blago, s katerim se je trgovalo po Svileni cesti, ki je tekla skozi Damask, je dalo tudi ime vrsti svile (»damask«).
Po Damasku se več ameriških mest imenuje Damascus, nahajajo se v naslednjih zveznih državah: Maryland, Oregon, Pensilvanija in Virginija